# Paranavaí
Paranavaí är en stad och kommun i delstaten Paraná i södra Brasilien. Befolkningen i centralorten uppgår till cirka 70 000 invånare. Viktiga näringar i området är odling av ananas, apelsin, bomull, kaffe, maniok, silke och sojaböna samt boskapsuppfödning.

## Administrativ indelning
Kommunen var år 2010 indelad i fem distrikt:
- Cristo Rei
- Deputado José Afonso
- Graciosa
- Paranavaí
- Sumaré